# (35007) 1979 OD11
(35007) 1979 OD11 es un asteroide perteneciente al cinturón de asteroides, descubierto el 24 de julio de 1979 por Schelte John Bus desde el Observatorio de Siding Spring, Nueva Gales del Sur, Australia.

## Designación y nombre
Designado provisionalmente como 1979 OD11.

## Características orbitales
1979 OD11 está situado a una distancia media del Sol de 2,611 ua, pudiendo alejarse hasta 2,961 ua y acercarse hasta 2,260 ua. Su excentricidad es 0,134 y la inclinación orbital 15,97 grados. Emplea 1541,10 días en completar una órbita alrededor del Sol.

## Características físicas
La magnitud absoluta de 1979 OD11 es 14,8. 